# Björsbyfjärden
Björsbyfjärden är en sjö i Luleå kommun i Norrbotten, belägen cirka fyra kilometer norr om Luleå centrum.

## Geografi
Björsbyfjärden avvattnas dels söderut genom Björkskatafjärden och Lulsundskanalen, och dels österut genom Sinksundet och Sörfjärden. Bägge avloppen mynnar i Bottenviken. Vattennivån hålls något över havets med dammar vid Lulsundskanalen och vid Sörfjärden (Likskärsbanken). Tillflöde sker genom Holmsundet från Gammelstadsviken. Vid sjöns västra strand ligger Porsön med Luleå tekniska universitet, vid den norra stranden ligger Björsbyn och vid den östra bostadsområdet Björkskatan.

## Historik
På medeltiden var Björsbyfjärden en havsvik och del av inseglingsrännan till hamnen i Gammelstad. Det fanns hamnar både på Porsön och i Björsbyn. Numer liknar Björsbyfjärden mest ett igenväxt kärr.